# Nok
Nok este un sat în sudul statului Kaduna din Nigeria. Descoperirea figurinelor de teracotă în această locație a determinat ca numele localității sa fie atribuit culturii Nok, a cărei culturi îi sunt specifice figurinele, și care a avut un maxim de dezvoltare în perioada dintre circa 400 î. e. n. și 200 e. n..
Artefactele au fost descoperite în 1943 în timpul operațiunilor miniere din zonă. Arheologul Bernard Fagg a investigat situl și cu ajutorul localnicilor a descoperit multe alte artefacte
, printre care și furnale de topire a fierului. Primii locuitori s-au așezat cu mult înainte de prima menționare a topirii fierului, dovedit printr-o mostră de lemn carbonizat găsit în 1951 și datat în jur de 3660 î. e. n...